# Coronella
Coronella är ett släkte av ormar som beskrevs av Laurenti 1768. Coronella ingår i familjen snokar.
Släktets arter är med en längd omkring 75 cm små ormar. De förekommer från Europa och norra Afrika till Indien. Dessa ormar kan anpassa sig till olika fuktiga och torra habitat. De jagar främst ödlor samt några gnagare. Honor av hasselsnok föder levande ungar (vivipari) och honor av sydlig hasselsnok lägger ägg. För den tredje arten är fortplantningssättet okänt.
Arter enligt Catalogue of Life och Dyntaxa:
- hasselsnok (Coronella austriaca)
- Coronella brachyura
- sydlig hasselsnok (Coronella girondica)